# سید غلام معین‌الدین
سید غلام معین‌الدین (انگلیسی: Syed Ghulam Moinuddin؛ زادهٔ ۱۷ فوریه ۱۹۵۸) بازیکن هاکی روی چمن اهل کشور پاکستان است.
وی در مسابقات کشوری و بین‌المللی در مجموع برندهٔ ۱ مدال طلا شده‌است.